# Ceratocapsus nigellus
Ceratocapsus nigellus är en insektsart som beskrevs av Knight 1923. Ceratocapsus nigellus ingår i släktet Ceratocapsus och familjen ängsskinnbaggar. Inga underarter finns listade i Catalogue of Life.